# メガデス (政治・軍事)

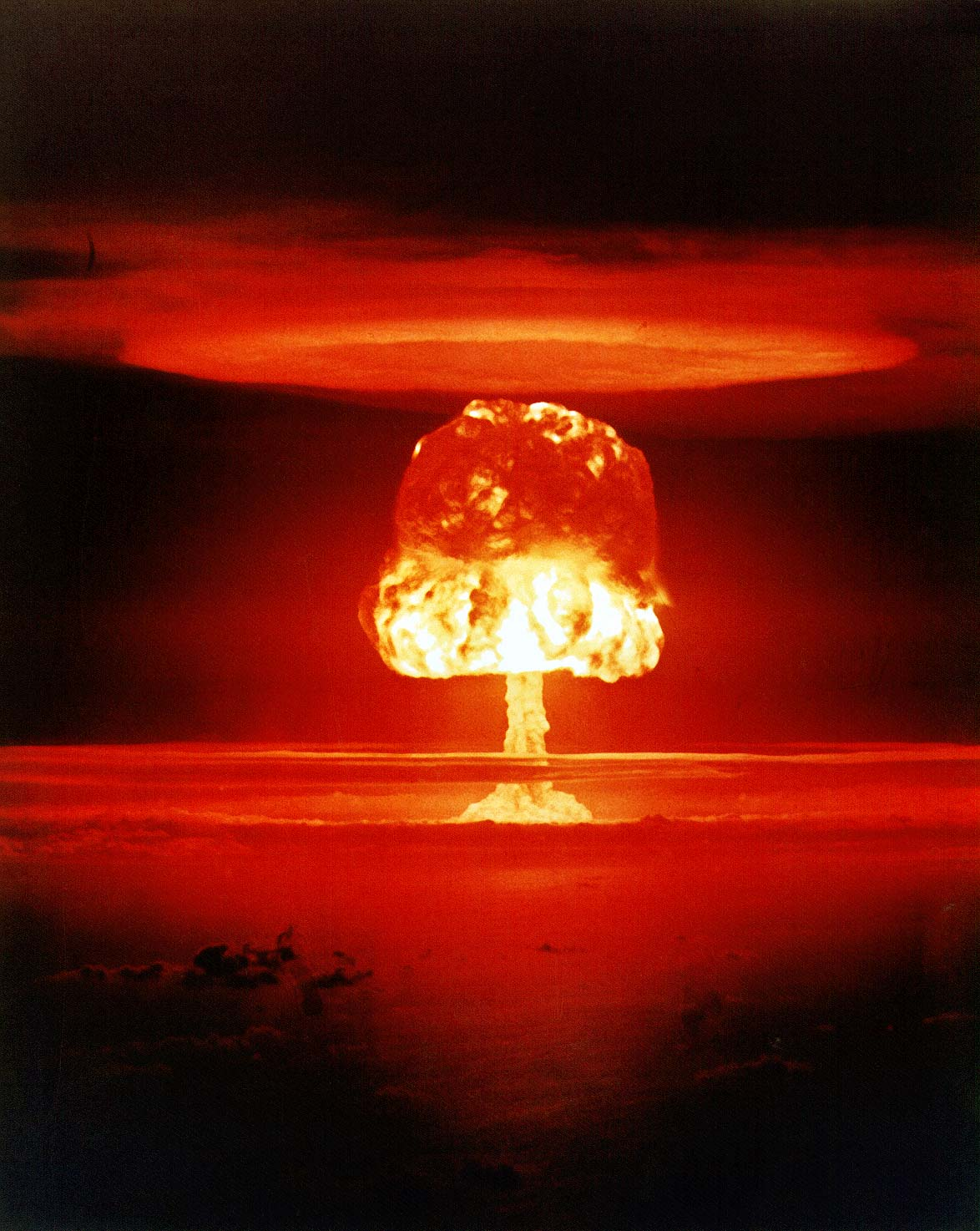
水爆実験。1954年、ビキニ環礁。

メガデス (megadeath) は、「100万の死」を意味する政治学・軍事学用語。SI接頭語で100万を意味するメガと、英語で死を意味するdeathの合成語。
ランド研究所の戦略研究家ハーマン・カーンが1953年に使ったのが初めで、1960年に出版された On Thermonuclear War（『熱核戦争論』 ISBN 0-313-20060-2）で一般に広まった。
元来は核戦争による莫大な被害を表現するのに使われた言葉だが、後にはその文脈を離れ、核戦争以外でも政治的・軍事的な大量の死者を表すのに使われることもある。
アメリカの場合、1カーンは200メガデス、かつてのソ連の場合230メガデスと試算されている。